# Den nakna solen
Den nakna solen (The Naked Sun) den andra romanen av Isaac Asimovs robotromaner, efter Stålgrottorna. Romanen var först publicerad som följetong i science fiction-tidskriften Astounding Science Fiction från oktober till december 1956, senare utgiven i bokform 1957. Den utkom i svensk översättning av Karin Malmsjö 1981 på Delta förlag.
Romanen handlar om polisen Elijah Baley från jorden som skickas till planeten Solaria för att lösa ett mord. 